# Tepeyoloc

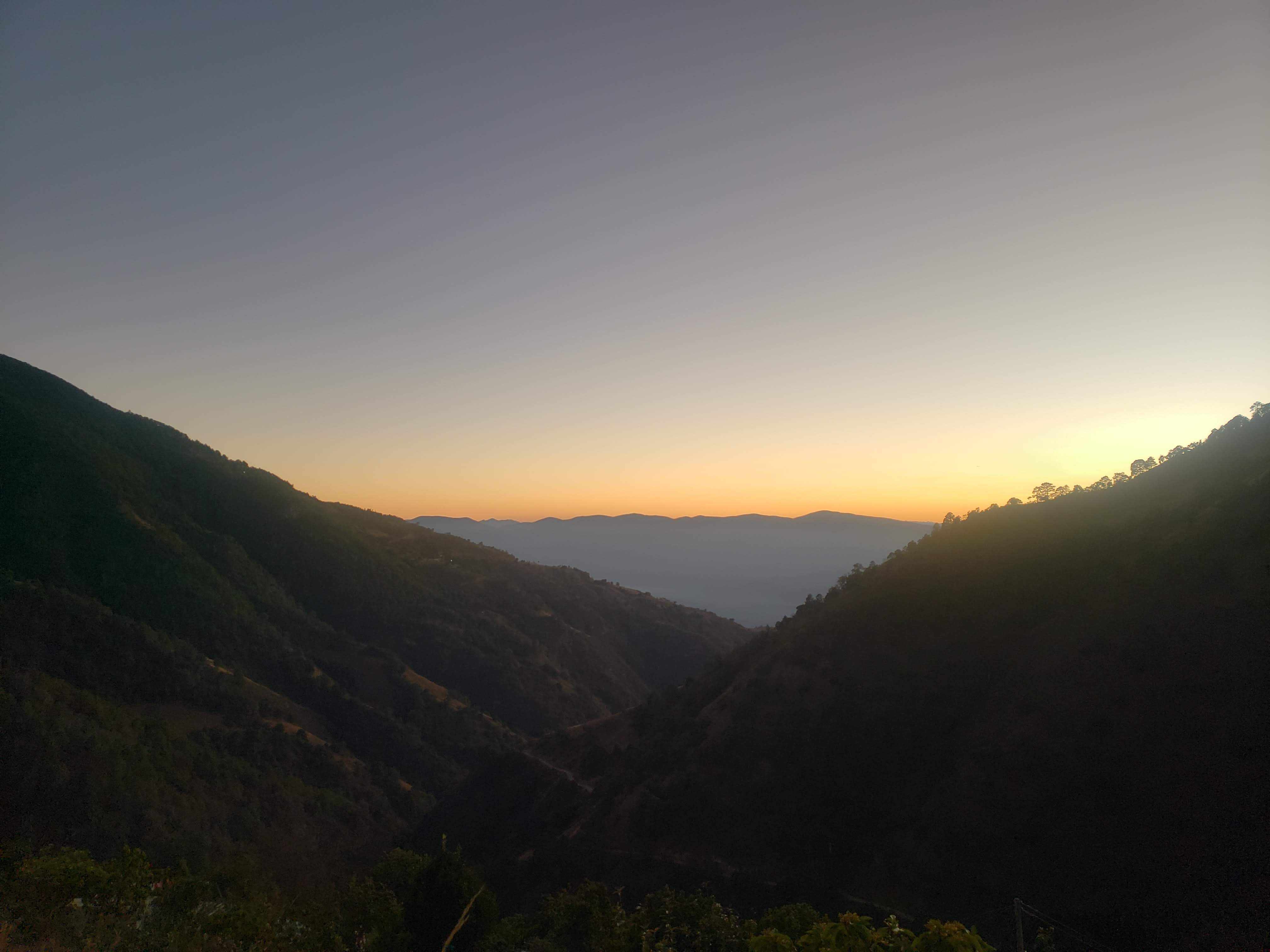
Atardecer en Tepeyoloc

La comunidad de Tepeyoloc, es la localidad número 0011 que pertenece al municipio de Coxcatlán y se encuentra a 11 kilómetros de la cabecera municipal, Puebla. Forma parte de las comunidades que pertenecen a la región de la Sierra Negra de Tehuacán y se localiza al sur del Estado de Puebla, a  2,385 pies de altura sobre el nivel del mar y con coordenadas geográficas Longitud 97°05'19.227 W, Latitud 18°18'14.110 N. 

## Demografía
De acuerdo al INEGI cuenta con una población de 463 habitantes y tiene un total de 120 viviendas. Se caracteriza por hablar la lengua indígena Náhuatl en más del 90% de su población.

## Actividades económicas

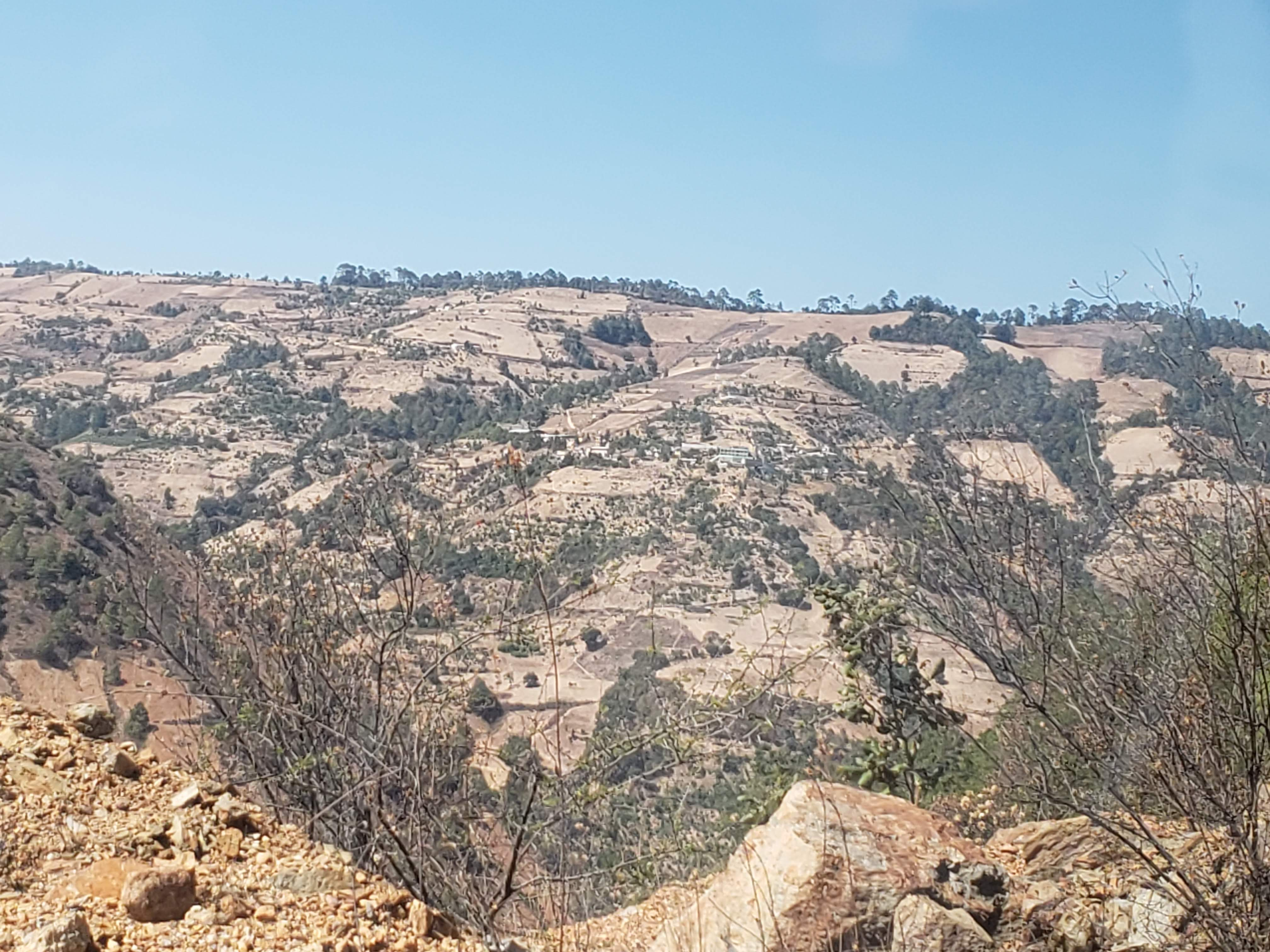
Tepeyoloc

Los habitantes de la comunidad se dedican principalmente a la agricultura; dentro de los cultivos que se producen se encuentran: la cebolla, el aguacate, maíz, frijol, haba, chícharo, manzana, durazno, granadilla, pera y nopal.  Aunque gran parte de la producción es para el autoconsumo, algunos productos son comercializados en los tianguis de los municipios  más cercanos a la comunidad como Ajalpan, Zoquitlan y Coxcatlán. Este último es reconocido por su historia en la domesticación del maíz que es parte fundamental de la alimentación mexicana.
Otras de las ocupaciones que realizan son el bordado a mano por parte de las amas de casa. En el caso de los varones, varias personas se dedican a la albañilería, así como al oficio de taqueros. Así también existe migración de temporal hacia algunos estados del norte como Sonora donde trabajan como jornaleros en el corte de espárragos y uva.

## Flora y fauna

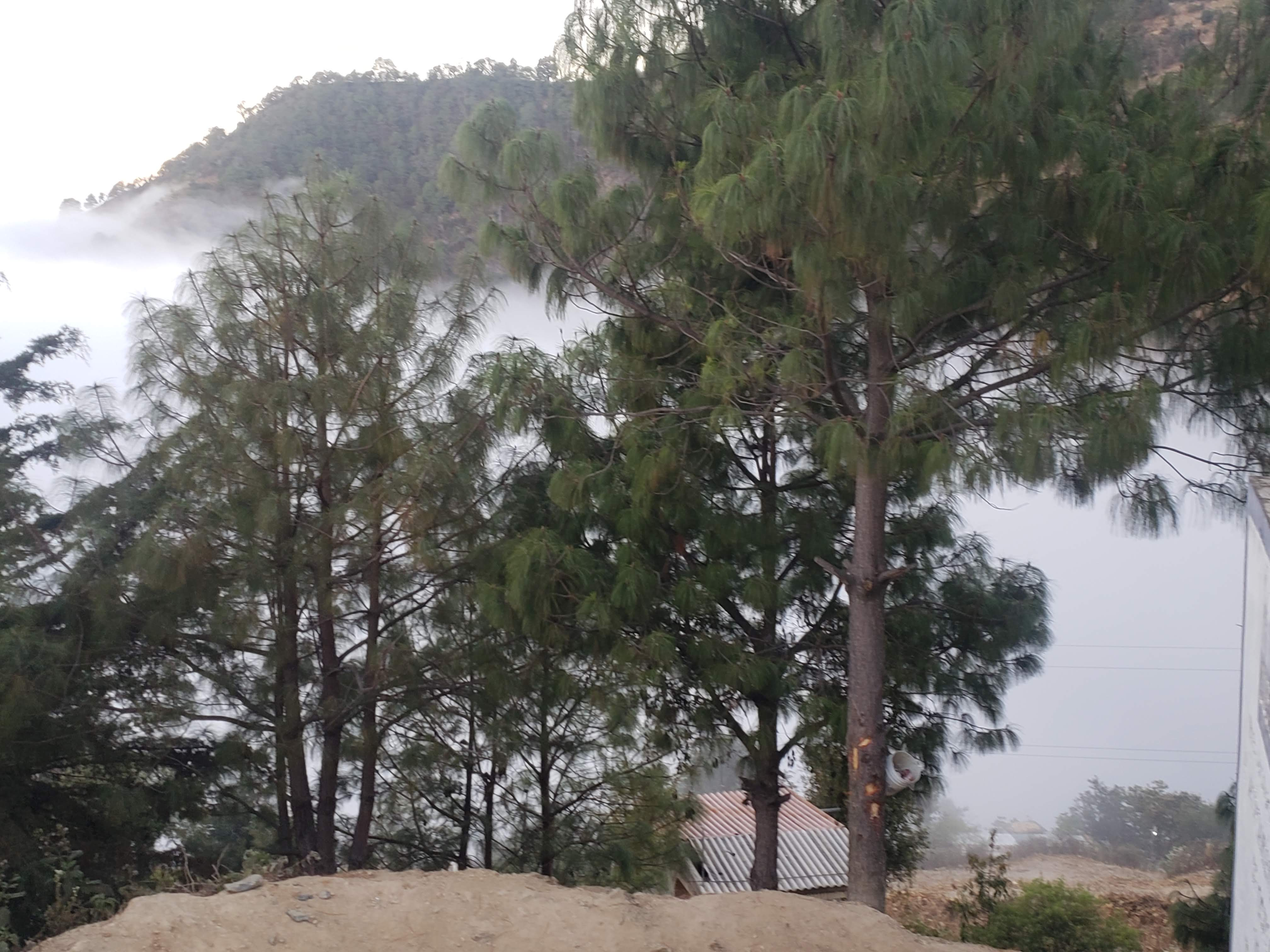
La vegetación silvestre se encuentra conformada principalmente por pinos de ocote.

La flora que conforma la vegetación silvestre se encuentra conformada por ocotes, encinos maguey, biznagas, orquídeas, entre otras; ya que la comunidad se encuentra entre los límites de dos tipos de ecosistemas su vegetación es variable; pues se localiza en los inicios de la Sierra Negra donde inician los bosques como principal ecosistema de la región y el ecosistema matorral xerófilo que caracteriza la cabecera municipal del municipio de Coxcatlán. 
La fauna silvestre presente se conforma de conejos, ardillas voladoras, coyotes, zopilotes, venados, armadillos y águilas.        